# Setu (Jasinga)
Setu is een bestuurslaag in het regentschap Bogor van de provincie West-Java, Indonesië. Setu telt 4724 inwoners (volkstelling 2010).